# 早川バスストップ
早川バスストップ（はやかわバスストップ）は、新潟県糸魚川市の北陸自動車道上にある高速バス停留所。

## 停車する路線

ときライナー路線図

- 【ときライナー】Ｉ 糸魚川線
糸魚川インター前BS -  早川BS - 能生BS

## 隣
北陸自動車道
(29)糸魚川IC - 蓮台寺PA - 早川BS - (30)能生IC